# 김보경 (1982년)
김보경(1982년 3월 16일 ~ )은 대한민국의 뮤지컬 배우이다.

## 학력
- 혜천대학 성악과
- 중부대학교 뮤지컬음악학 학사

## 연기 활동

### 뮤지컬
- 2003년 인어공주 ... 성냥팔이소녀 역
- 2003년 사운드 오브 뮤직 ... 마가레타 수녀 역
- 2003년 유린타운 ... 리틀샐리 역
- 2004년 렌트 ... 머린 역
- 2004-2005년 노틀담의 꼽추 ... 로니 역
- 2005-2006년 아이다 ... 앙상블, 네헤브카 역
- 2006-2007년 미스 사이공 ... 킴 역
- 2007년 댄싱 섀도우 ... 나쉬탈라 역
- 2007-2008년 맘마미아! ... 소피 역
- 2008-2009년 캣츠 ... 럼플티저 역
- 2010년 미스 사이공 ... 킴 역
- 2011-2012년 미스 사이공 ... 킴 역
- 2012년 전국노래자랑 ... 이세연 역
- 2012-2013년 황태자 루돌프 ... 마리 베체라 역
- 2013년 레베카 ... 나 역
- 2013-2014년 위키드 ... 글린다 역
- 2014-2015년 황태자 루돌프 ... 마리 베체라 역
- 2015년 바람과 함께 사라지다 ... 멜라니 해밀튼 역
- 2015년 인 더 하이츠 ... 니나 역
- 2015-2016년 레베카 ... 나 역
- 2016년 잭 더 리퍼 ... 글로리아 역
- 2018년 바람과 함께 사라지다 ... 스칼렛 오하라 역
- 2022년 지저스 크라이스트 슈퍼스타 ... 마리아 역
- 2023년 레베카 ... 나 역

## 수상
- 2007년 제1회 대구국제뮤지컬페스티벌 딤프 신인상
- 2010년 제4회 더 뮤지컬 어워즈 여우주연상